# Glomeris tridentina
Glomeris tridentina är en mångfotingart som beskrevs av Robert Latzel 1884. Glomeris tridentina ingår i släktet Glomeris och familjen klotdubbelfotingar. Inga underarter finns listade i Catalogue of Life.